# Бабнофова јединица
Бабнофова јединица (скраћено B) јединица је брзине једнака 1 m / 106 a. Другим речима, 1 B је једнак 1 метру за 1.000.000 година, 1 милиметру за 1.000 година, или једном микрометру годишње. Дефинисана је 1969.
Бабнофова јединица се користи у геологији и геоморфологији за мерење стопа разарања површине земље због ерозије. Брзина ерозије од 1 B значи да се 1 m³ земље уклања са површине од 1 km² за 1 годину.
Бабнофова јединица је уведена због жеље за стандардном јединицом која би заменила мноштво јединица у употреби, као што су стопа по години, центиметри по години, метри по деценији, итд. Једна критика нивелисала је увођењем Бабнофове јединице — закомпликовала је стопу ерозије, јер је нико осим стручњака не схвата.